# Balaka seemannii
Balaka seemannii är en enhjärtbladig växtart som först beskrevs av Hermann Wendland, och fick sitt nu gällande namn av Odoardo Beccari. Balaka seemannii ingår i släktet Balaka och familjen Arecaceae. IUCN kategoriserar arten globalt som livskraftig. Inga underarter finns listade i Catalogue of Life.